# Chronicles (The Velvet Underground)
Chronicles è una raccolta del gruppo rock statunitense The Velvet Underground. Inizialmente venne pubblicata solo per il mercato discografico australiano dalla Mercury Records nel 1991 come parte della serie economica di greatest hits intitolata "Startrax". L'album è stato poi reso disponibile anche in Europa.

## Tracce
Tutte le tracce eseguite dai Velvet Underground tranne † eseguite dai Velvet Underground & Nico. Tutti i brani sono opera di Lou Reed eccetto Sunday Morning scritta da Lou Reed e John Cale.
1. Pale Blue Eyes – 5:39
2. Beginning to See the Light – 4:37
3. What Goes On – 4:51
4. White Light/White Heat – 2:45
5. Sunday Morning – 2:50†
6. I'm Waiting for the Man – 4:45
7. Femme Fatale – 2:36†
8. Venus in Furs – 5:05
9. Run Run Run – 4:19
10. All Tomorrow's Parties – 5:57†
11. Heroin – 7:09
12. I Can't Stand It – 3:22
13. Stephanie Says – 2:50
14. She's My Best Friend – 2:45
15. Andy's Chest – 2:48
16. Sweet Jane (live) – 3:59
17. Rock and Roll (live) – 6:04

(1–3) da The Velvet Underground; (4) da White Light/White Heat; (5–11) da The Velvet Underground & Nico; (12–15) da VU; (16–17) da 1969: Velvet Underground Live with Lou Reed.

## Musicisti
The Velvet Underground
- John Cale – viola elettrica, basso, pianoforte, celesta, cori (4–11, 13)
- Sterling Morrison – chitarra, basso, cori
- Maureen Tucker – percussioni
- Lou Reed – voce, chitarra, pianoforte in Sunday Morning e White Light/White Heat
- Doug Yule – basso, cori, organo in What Goes On, voce in She's My Best Friend (1–3, 12, 14–17)

Musicisti aggiuntivi
- Nico – voce in Femme Fatale e All Tomorrow's Parties, coro in Sunday Morning

Staff tecnico
- Andy Warhol – produttore (6–11)
- Tom Wilson – produttore (4–5)
- Velvet Underground – produttori (1–3, 12–17)
- Gary Kellgren - ingegnere del suono